# Apple IIc
Az Apple IIc asztali számítógépet az Apple gyárotta és forgalmazta 1984 áprilisa és 1988 augusztusa között, 52 hónapon keresztül. Az Apple IIc egyike volt azoknak a számítógépeknek, amelyek az Apple nevet viselték.

## Története
Az Apple 1984 áprilisában mutatta be az Apple IIc-t, az Apple II hordozható változatát, amely alig három és fél kilogramm súlyú volt, bár a mai modern hordozható eszközökkel ellentétben nem tartalmazott beépített kijelzőt és akkumulátort. Az IIc még egy hordozó fogantyúval is rendelkezett, amely lehajtva megtámasztotta a gépet gépelési pozícióba.
A San Francisco-i Moscone Centerben tartott bemutatón ismerhette meg a vásárló közönség az 1 MHz-es MOS 65C02A processzorral, 128 kB RAM-mal, 16 kB ROM-mal, 3,5 hüvelykes hajlékonylemez-meghajtóval, 63 billentyűs  billentyűzettel, hordozófogantyúval és opcionális 9 hüvelykes monitorral rendelkezett. Az operációs rendszer támogatja a 40 vagy 80 oszlopos képernyőket, és lehetővé teszi a QWERTY és a Dvorak billentyűzetkiosztást is. Az 1300 dollár árú gépből kétezer kereskedő több mint 52 000 darabot rendelt meg a bevezetés napján.
Ez volt az első a három Apple II modell közül, amely SnowWhite dizájnnyelven készült, és az egyetlen, amely krémes törtfehér színű. Az Apple IIc beépített 5,25 hüvelykes hajlékonylemez-meghajtóval és 128kB RAM-mal, külső meghajtókat vezérelésére alkalmas beépített lemezvezérlővel, kompozit videóval (NTSC vagy PAL), modemhez és nyomtatóhoz használható soros interfészekkel rendelkezett. A korábbi Apple II modellekkel ellentétben az IIc-ben egyáltalán nem volt belső bővítőhely, így sikerült elérni kompakt méretét.
A gép sikerességéhez hozzájárul a Batteries Included cég PaperClip szövegszerkesztője, illetve a Sorcim vállalkozás SuperCalc 3a integrált szoftvere, amely grafika és adatbázis funkciókat kínált.

## Technikai leírás
A krémes törtfehér színű gép súlya 3,4 kg, magassága 635 mm, szélessége: 305 mm és mélysége 292 mm volt. Az Apple IIc számítógépet a CMOS-alapú 8 bites WDC 65C02 processzor vezérelte, 1 MHz-nél valamivel nagyobb, 1,023 MHz-es órajelen. Ez a mikroprocesszor a 6502-es továbbfejlesztett változata volt, utasításkészlete az eredetihez képest 27 új utasítással bővült, de inkompatibilis volt azokkal a programokkal, amelyek a 6502 elavult, illegális műveleti kódjait használták.
Külső adattárolási lehetőséget a beépített 140kB 5,25 floppy drive nyújtott. A géphez 63 (kis-és-nagybetű) gombos billentyűzet tartozott. A gépet Apple ProDos 8 operációs rendszerrel és Applesoft BASIC firmware-rel szállította az Apple. A gép bemutatásakor az alapkiépítésben 128 KiB memóriát tartalmazott, maximálisan 112 MiB kezelésére volt képes a gyári specifikáció szerint, a bővítéshez 1 hely (slot) állt rendelkezésre. A gépet 16/32 KiB kapacitású ROM-mal szerelték. A számítógépnek nem volt saját kijelzője. Külső megjelenítő csatlakoztatására szolgált egy RCA csatlakozó, a külső megjelenítőn 560x192 (15 színben), 280x192 (6 színben) grafikai vagy 80x24 karakteres felbontás volt elérhető. Az Apple IIc a következő csatlakozási lehetőségeket kínálta: két DIN-5, egy DB-19, egy DE-9, egy RCA, egy DB-15, egy 35 analóg jack, egy beépített hangszóró.

## A számítógép technikai adatai
A táblázat nem tartalmazza az összes műszaki paramétert. Az egyes modelleknél a bemutatáskor érvényes adatokat soroljuk fel, a későbbi frissítéseket nem.
| Gépneve bemutatva kivezetve  | Méretmagasság szélesség mélység súlySzín     | Processzortípus @órajel architektúra magok száma | Média                  | Billentyűzet                   | Operációs rendszer | Memóriaalap (max.) hely ROM   | Kijelzőmérete felbontása | Grafikakimenet, képpont és szöveg felbontás | Csatlakozókkazetta, játék, kijelző, soros, párhuzamos, hang...                                   | Bővíthetőség |
| ---------------------------- | -------------------------------------------- | ------------------------------------------------ | ---------------------- | ------------------------------ | ------------------ | ----------------------------- | ------------------------ | ------------------------------------------- | ------------------------------------------------------------------------------------------------ | ------------ |
| Apple IIc1984 ápr. 1988 aug. | 635 mm 305 mm 292 mm 3,4 kg krémes törtfehér | MOS 65C02 @1 MHz, 8 bit 1 mag                    | 140kB 525 floppy drive | 63 billentyű (kis-és-nagybetű) | Apple ProDos 8     | 128kB, (112MB) 1 slot 16/32kB |                          | 1xRCA560x192@15 280x192 @680x24 kar.        | · 2x DIN-5 · 1x DB-19 · 1x DE-9 · 1x RCA · 1x DB-15 · 1x 35 analóg jack · 1x beépített hangszóró | nincs        |

## Az Apple számítógépek az időben
| Az Apple számítógépek idővonalon |
| --- |
| |
| A színek kezdete a bemutató időpontja, a forgalmazás több esetben is hónapokkal később kezdődött. Megeshet, hogy egy csík végét kitakarja egy másik csík eleje. Előfordul, hogy a gyártás befejezését követően még egy ideig forgalomban marad a gép adott verziója. Az egyes eszközök technikai paraméterei a MacTracker alkalmazásból származnak. A Macintosh XL azért szerepel a grafikonon, mert technikailag a Lisa 2 utóda, de a neve miatt a Compact Macintosh számítógépek közé szokás besorolni. |